# ¿Quién es esa chica?
¿Quién es esa chica? (título original en inglés, Who's That Girl) es una comedia screwball estadounidense de 1987, escrita por Andrew Smith y Ken Finkleman, dirigida por James Foley y protagonizada por Madonna y Griffin Dunne. Narra la historia de una joven despabilada a quien se le acusa falsamente de asesinar a su novio, por lo que es enviada a la cárcel. Luego de ser liberada, conoce a un hombre, quien se supone debe asegurarse de que tome el autobús de regreso a Filadelfia, y lo convence para que la ayude a atrapar a los responsables de su encierro. Mientras buscan a los malversadores, ambos se enamoran.
Luego del fracaso crítico y comercial de Shanghai Surprise (1986), Madonna decidió apuntarse en otra comedia titulada Slammer, que posteriormente pasaría a llamarse Who's That Girl. Sin embargo, tuvo que convencer tanto a Warner Bros. como a los productores de la película de que estaba lista para el nuevo proyecto. Después de que obtuviera luz verde por parte de la compañía, la cantante contrató a su amigo James Foley para que dirigiese el filme, y el rodaje inició en Nueva York en octubre de 1986 y continuó hasta marzo del año siguiente. La producción se detuvo en el mes de diciembre debido a las nevadas en la ciudad, por lo que Madonna aprovechó ese tiempo para trabajar en la banda sonora de la película y en su próxima gira musical.
¿Quién es esa chica? tuvo su estreno oficial en Estados Unidos el 7 de agosto de 1987. En su primera semana, solo recaudó 2,5 millones USD en aquel país y, finalmente, tuvo un ingreso de 7,3 millones en total ante un presupuesto de 17 a 20 millones, por lo que se consideró un fracaso de taquilla. Sumado a ello, obtuvo reseñas negativas de los críticos, quienes desaprobaron la actuación de Madonna y la dirección de Foley, y recibió cinco nominaciones a los premios Golden Raspberry de 1988. Para promocionar la película, Madonna se embarcó en el Who's That Girl World Tour, que contó con la apreciación de la crítica y tuvo ingresos de 25 millones USD con un público de 1,5 millones de personas. La banda sonora llegó a los diez primeros puestos en la mayoría de los mercados musicales, entre ellos Estados Unidos y el Reino Unido, y el sencillo principal se convirtió en el sexto número uno de la cantante en la lista Billboard Hot 100.

## Argumento
Nikki Finn (Madonna) es una joven despreocupada que suele vestirse con una chaqueta de cuero y una falda, con los labios rojos, el cabello rubio platino y con una voz muy aguda. Un día, su novio Johnny descubre a dos hombres robando dinero de un fondo fiduciario, de modo que toma fotografías del robo, las guarda en una caja de seguridad y le entrega a Nikki la llave bajo su custodia. Sin embargo, los ladrones atrapan a Johnny y lo asesinan. Luego, tienden una trampa a Nikki al dejarle el cuerpo de su novio en el maletero de su auto, por lo que se la acusa del crimen y es enviada a la cárcel.
Cuatro años después, el abogado fiscal Loudon Trott (Griffin Dunne) va a casarse con la hija de uno de los hombres más ricos de Nueva York, Simon Worthington. La novia de Loudon, Wendy Worthington (Haviland Morris), es una mujer egoísta que está más obsesionada  con los planes de su boda que en el bienestar de su prometido. Loudon, por otro lado, tiene una serie de tareas que le encomienda su jefe y futuro suegro, el Sr. Worthington (John McMartin): primero debe recoger un puma para un extraño activista de animales llamado Montgomery Bell (John Mills), luego recoger a Nikki y por último asegurarse de que ella tome el próximo autobús a su ciudad natal, Filadelfia.
Nikki, mientras tanto, está decidida a atrapar a los verdaderos ladrones y revelar la verdad. Después de conocer a Loudon, lo persuade para que la lleve de compras. Luego de tomar un Rolls-Royce hacia Harlem para comprar un arma, y casi ser arrestada durante una redada policial, le explica su historia a Loudon, quien cree que es inocente y decide ayudarla. A su vez huye de un proxeneta llamado Raoul (Coati Mundi) y su lacayo Benny (Dennis Burkley), quienes asesinaron a Johnny. Ambos le confiesan a Nikki el nombre del banco y el número de la caja de Johnny tras quedar colgados dentro de un auto que se había quedado varado en el último piso de un estacionamiento.
Más tarde, Nikki desaparece con el puma, a quien llama «Murray», de manera que Loudon, cuando visita al señor Bell, se disculpa por haber perdido el animal. No obstante, allí se da cuenta de que Nikki ya lo había entregado y lo estaba esperando en la casa del señor Bell. En el techo de su edificio, había creado una selva amazónica llena de animales; Nikki y Loudon, que se habían unido en su viaje, expresan su amor mutuo y Murray encuentra una pareja. A la mañana siguiente, Loudon lleva a Nikki a la estación de autobuses, aunque esta última se siente abatida al darse cuenta de que debe volver a Filadeflia y dejar a Loudon, que está a punto de casarse. Ya en el autobús, abre un sobre en la caja de seguridad que retiró del banco y encuentra las fotografías que demuestran que el Sr. Worthington es un malversador y que fue el cerebro detrás del robo. Por este motivo, decide regresar a la boda, se infiltra en la casa y logra detener a Worthington. Al final, proclama su amor por Loudon y ambos viajan en un autobús hacia Filadelfia, mientras Murray y su compañera los persiguen detrás del vehículo.

## Reparto
| Actor/Actriz    | Personaje         |
| --------------- | ----------------- |
| Madonna         | Nikki Finn        |
| Griffin Dunne   | Loudon Trott      |
| Haviland Morris | Wendy Worthington |
| John McMartin   | Simon Worthington |
| Bibi Besch      | Ms. Worthington   |
| John Mills      | Montgomery Bell   |
| Robert Swan     | Detective Bellson |
| Drew Pillsbury  | Detective Doyle   |
| Coati Mundi     | Raoul             |
| Dennis Burkley  | Benny             |
| James Dietz     | Buck              |

Reparto tomado de la lista de Rotten Tomatoes de Who's That Girl.

## Producción

### Desarrollo
| Era joven, tenía veintiocho años. Por lo tanto, tener la oportunidad de trabajar en una película de Warner Bros. con una gran estrella me atrajo por todas las razones equivocadas. Todos tienen un poco de deseo de Hollywood en ellos. Warner Bros. se dirigió a mí porque sabían que yo conocía a Madonna, y ella me había solicitado y estaba convencida de hacerlo. At Close Range fue una película oscura, e ir hacia la comedia fue totalmente la dirección incorrecta. —El director James Foley comentando sobre por qué decidió dirigir ¿Quién es esa chica? |

El tercer álbum de estudio de Madonna, True Blue (1986), había tenido una buena recepción crítica y comercial, los cinco sencillos ocuparon los cinco primeros puestos en las listas musicales y para fin de año había vendido ocho millones de copias en el mundo. Sin embargo, su carrera cinematográfica no tenía la aceptación que hubiese esperado. Luego del éxito comercial de Desperately Seeking Susan, su película de 1986 Shanghai Surprise —que coprotagonizó junto a su entonces esposo Sean Penn— obtuvo reseñas negativas y fue un fracaso de taquilla, a lo que Madonna comentó que «luchó por llegar a un acuerdo con su personaje en Shanghai Surprise, porque la inocencia y la personalidad reprimida que debía interpretar era muy diferente a la de mi propio personaje». Al continuar luchando con su carrera cinematográfica, no estaba segura de su capacidad para elegir un buen guion y los productores de cine estaban menos seguros de apoyarla.
Madonna sintió que la comedia era más de su repertorio, y procedió a firmar una película de ese género titulada Slammer y escrita por Andrew Smith y Ken Finkleman. Quería interpretar el papel de una joven despabilada llamada Nikki Finn que es encarcelada por un crimen que no cometió. Sin embargo, debido a la mala publicidad que rodeaba a la cantante y a Penn, como así también al fracaso público de Shanghai Surprise, tuvo que persuadir tanto a los productores Rosilyn Heller y Bernard Williams como a Warner Bros. de que estaba lista para el papel. Además, quería que su amigo James Foley dirigiera el filme; anteriormente había dirigido los videoclips de Madonna «Live to Tell» y «Papa Don't Preach» (1986) y también fue el padrino de Penn durante su boda con la cantante. Foley estaba encantado de tener la oportunidad de hacer un largometraje importante, ya que antes solo había dirigido la película de bajo presupuesto At Close Range, protagonizada por Penn. Sin embargo, tenía sus dudas sobre su inexperiencia al dirigir una comedia, ya que era la primera vez que lo hacía, por lo que acudió a los ejecutivos de Warner. Finalmente, se decidió que Finkleman desarrollaría la acción y Smith le daría un «enfoque más romántico», con el objetivo de suavizar el carácter de Nikki y «condensar» el atractivo de Loudon. El autor Andrew Morton señaló en su biografía de Madonna: «La combinación de una estrella de cine cuestionablemente talentosa y un director primerizo apenas garantizaba un éxito de taquilla, pero la película recibió el visto bueno de Warner, que quería sacar provecho sobre el éxito de Madonna». La artista siguió adelante animosamente y mencionó: «Todos los ejecutivos de Warner se mostraron muy positivos con el proyecto. Fue un proceso —con los escritores— de perfeccionar el guion y hacerlo mejor. [...] Necesita[ba] mucho trabajo. Pasamos por varios escritores y varias revisiones del guion, hasta que fue justo como lo queríamos».

### Casting
El casting para la película comenzó en cuanto Madonna había firmado para la misma. Griffin Dunne fue contratado para interpretar el papel de Loudon Trott, un abogado cuyo trabajo era ayudar a Nikki a subirse a un autobús, después de ser liberada de la cárcel. Dunne confesó a la revista American Film que quería trabajar con la cantante después de haberla visto en la obra Goose and Tomtom, de David Rabe, en agosto de 1986; con respecto a su actuación, afirmó que «parecía estar muy dentro de sí misma». Robert Swan y Drew Pillsbury personificaron a los detectives Bellson y Weston, respectivamente, John McMartin y Bibi Besch interpretaron al Sr. y a la Sra. Worthington y Haviland Morris como la novia de Trott. Coati Mundi, miembro de Kid Creole & the Coconuts y viejo amigo de Madonna, se unió al elenco para representar a Raoul, el enemigo de Nikki. La actriz comentó que tenía mucho en común con su personaje: «Es valiente, dulce, divertida e incomprendida. Pero limpia su nombre al final, y siempre es bueno hacerlo. Yo lo hago continuamente con el público. Me gustó [su] lado duro y su lado dulce. La dureza es solo una máscara que ella utiliza para la vulnerabilidad que siente por dentro». Todas estas características, su lado duro y vulnerable, su valentía y manipulación, la convencieron de aceptar el papel. Por su parte, Foley sintió un cariño inmediato por el personaje y pensó que sería perfecto para la cantante, al describirlo como «malvado pero [a la vez] bueno».
Madonna, que visualizó a Finn como una rubia excéntrica y atolondrada, comenzó a ver las comedias screwball de los años 1960, especialmente el trabajo de actores como Cary Grant, Clark Gable, Carole Lombard y Judy Holliday. Principalmente, se inspiró en Bringing Up Baby (1938), protagonizada por Katharine Hepburn y Cary Grant; mencionó a la revista American Film que le atraían aquellas películas donde la mujer se sale con la suya, «pero su arma es la risa y acabas enamorándote de ella». También le ofrecieron el papel principal en la cinta de Blake Edwards Cita a ciegas, junto a Bruce Willis, pero lo rechazó en favor de Who's That Girl. Mencionó: «Lo que había planeado hacer después de Shanghai Surprise era Cita a ciegas en Tri-Star. Se suponía que tenía que contar con la aprobación del director y del protagonista, pero no me dijeron que ya habían contratado a Bruce Willis. Eso... simplemente no funcionó. Pero estaba realmente entusiasmada por hacer una comedia screwball y real, así que cuando Jamie mencionó esto, fue como mi recompensa». La diseñadora Deborah Scott creó el vestuario para la película. Para ello, confeccionó las faldas cómicas rah-rah y tutús para el personaje, con medias de red y maquillaje llamativo. Además, diseñó un vestido glamoroso al estilo de Marilyn Monroe para la escena de amor entre Madonna y Dunne.

### Rodaje
El rodaje inició en octubre de 1986. Madonna solo pedía cinco minutos para estudiar el guion de la escena que estaban filmando. Por ejemplo, antes de una escena en la que tenía que aparecer sin aliento, hizo una serie de flexiones antes de ir al set. Dunne observó que a ella le «gustaba su primera toma. Creo que mi mejor toma es como la cuarta. Siempre decía "lo tienes, lo tienes" y me estaba volviendo loco al igual que su personaje. Tuvimos que llegar a un acuerdo para decidir cuál era la mejor». Madonna quería que Foley le diera la dirección apropiada en el set, pero él prefería que fuera su verdadero yo, en lugar del personaje en sus vídeos musicales. Con respecto a sus habilidades en la actuación, el director hizo hincapié en el hecho de que la cantante estaba muy tensa y en cada detalle, decidida a tener la interpretación correcta. Al respecto, agregó: «Probablemente por eso no fue tan buena. En Desperately Seeking Susan, cuando no sabía lo que estaba haciendo, estaba en su mejor momento y siendo natural». En el mes de diciembre, la producción se detuvo por unos días debido a las nevadas en la ciudad de Nueva York, por lo que Madonna decidió utilizar ese tiempo para trabajar en la banda sonora y en su próxima gira musical. Mientras creaba la canción principal, decidió cambiar el título de Slammer a Who's That Girl ya que pensaba que era un nombre mejor.
La producción retomó en enero de 1987, cuando se rodó una escena con el puma. En la segunda toma, el animal escapó accidentalmente de la jaula, lo que provocó que la filmación se detuviera durante unas horas. Para prevenir accidentes, se necesitaron entrenadores y cuatro guardias armados con rifles de francotirador, según las reglamentaciones de la ciudad de Nueva York. Para febrero, las escenas de Madonna ya estaban grabadas, aunque permaneció en el set para ver a Foley y a su equipo trabajar. El director describió su presencia como un «dolor en el culo», puesto que «tenía curiosidad por las luces, los guiones y los nombres de las personas». También acentuó que «ella no escatimará especialmente en el costo y debería saber que Warner tenía una agenda apretada y limitaciones en el presupuesto. Todavía no confiaban en Madonna cuando se trataba de actuar. Incluso le dieron un mayor porcentaje del presupuesto a la banda sonora». El rodaje finalizó en marzo de 1987 y la posproducción continuó hasta julio de ese año. Durante el desarrollo de los créditos iniciales, Madonna le preguntó a Foley si podían tener una figura animada de su personaje que presentara los créditos de la película. Le gustó la idea y Warner contrató a la animadora April March para que creara la caricatura.

### Banda sonora
La banda sonora se puso a la venta en el mundo el 21 de julio de 1987, a través de la compañía Sire Records, y contiene cuatro canciones de la artista y otras cinco interpretadas por otros artistas de Warner, como Scritti Politti, Duncan Faure, Club Nouveau, Coati Mundi y Michael Davidson. Aun así, está acreditada como un álbum de Madonna por la Warner Bros., ya que interpreta la mayoría de los temas del disco. Trabajó en el álbum en diciembre de 1986 y enero de 1987 y para ello contactó a Patrick Leonard y Stephen Bray, quienes habían producido su tercer True Blue (1986); les explicó que necesitaba una pista de ritmo rápido y otra lenta. Leonard compuso la música para la canción de ritmo rápido o uptempo, mientras ella creó la letra y la melodía. Una vez terminada, nombró a la pista «Who's That Girl» y cambió el nombre de la película a la misma. Ambos también colaboraron en la balada downtempo «The Look of Love» y, junto a Bray, creó las canciones «Causing a Commotion», inspirada en la relación tumultuosa entre ella y Penn, y «Can't Stop», con influencias de la Motown de los años 1960 y de la banda Martha and the Vandellas.
Tras su publicación, el material obtuvo reseñas variadas de los críticos, quienes señalaron que era su álbum «más débil» y que no añadía nada a su discografía, aunque «Who's That Girl» y «The Look of Love» obtuvieron elogios. Desde el punto de vista comercial, llegó a lo más alto en Alemania, en Países Bajos y en la lista European Top 100 Albums de la revista Music & Media, y a los diez primeros puestos en Austria, Canadá, España, Estados Unidos, Italia, Noruega, Nueva Zelanda, Reino Unido, Suecia y Suiza. Mundialmente, la banda sonora vendió seis millones de copias. Tres de las canciones fueron publicadas como sencillos: «Who's That Girl» se convirtió en el sexto número uno de Madonna en el ranking Billboard Hot 100, la mayor cantidad para un artista en la década de 1980 y la primera mujer en obtener más canciones en el primer puesto como solista. «Causing a Commotion» llegó al segundo lugar de la Hot 100 y «The Look of Love» se puso a la venta solo en Europa, donde alcanzó el noveno puesto en el Reino Unido. Otra pista, «Turn It Up», estuvo disponible como un sencillo promocional y alcanzó el puesto 15 en Dance Club Songs en noviembre de 1987.

### Doblaje
Para la distribución del filme en los países de habla española, se realizaron dos doblajes: uno para España y otro para Hispanoamérica. En el primer caso, el doblaje se realizó en los Estudios Sincronía bajo la dirección de Ramiro De Maeztu y contó con las voces de Elena De Maeztu (Nikki Finn), Salvador Aldeguer (Loudon Trott), Paloma Escola (Wendy Worthington), José Guardiola (Simon Worthington), Diego Martín (Montgomery Bell), Juan Antonio Gálvez (Detective Bellson), Luis Marín (Raoul) y Ruperto Ares (Buck). En Hispanoamérica, se llevó a cabo en el estudio Prime Dubb y la dirección corrió a cargo de José Carlos Moreno, con las voces de José Antonio Macías (Loudon Trott), Tony Rodríguez (Nikki Finn), Liliana Barba (Wendy Worthington), Raúl de la Fuente (Simon Worthington), Magda Giner (Sra. Worthington), Francisco Colmenero (Montgomery Bell), Gonzalo Curiel (Detective Bellson), Eduardo Giaccardi (Detective Doyle), José Carlos Moreno (Raoul) y Gerardo Vázquez (Buck).

## Lanzamiento

### Estreno

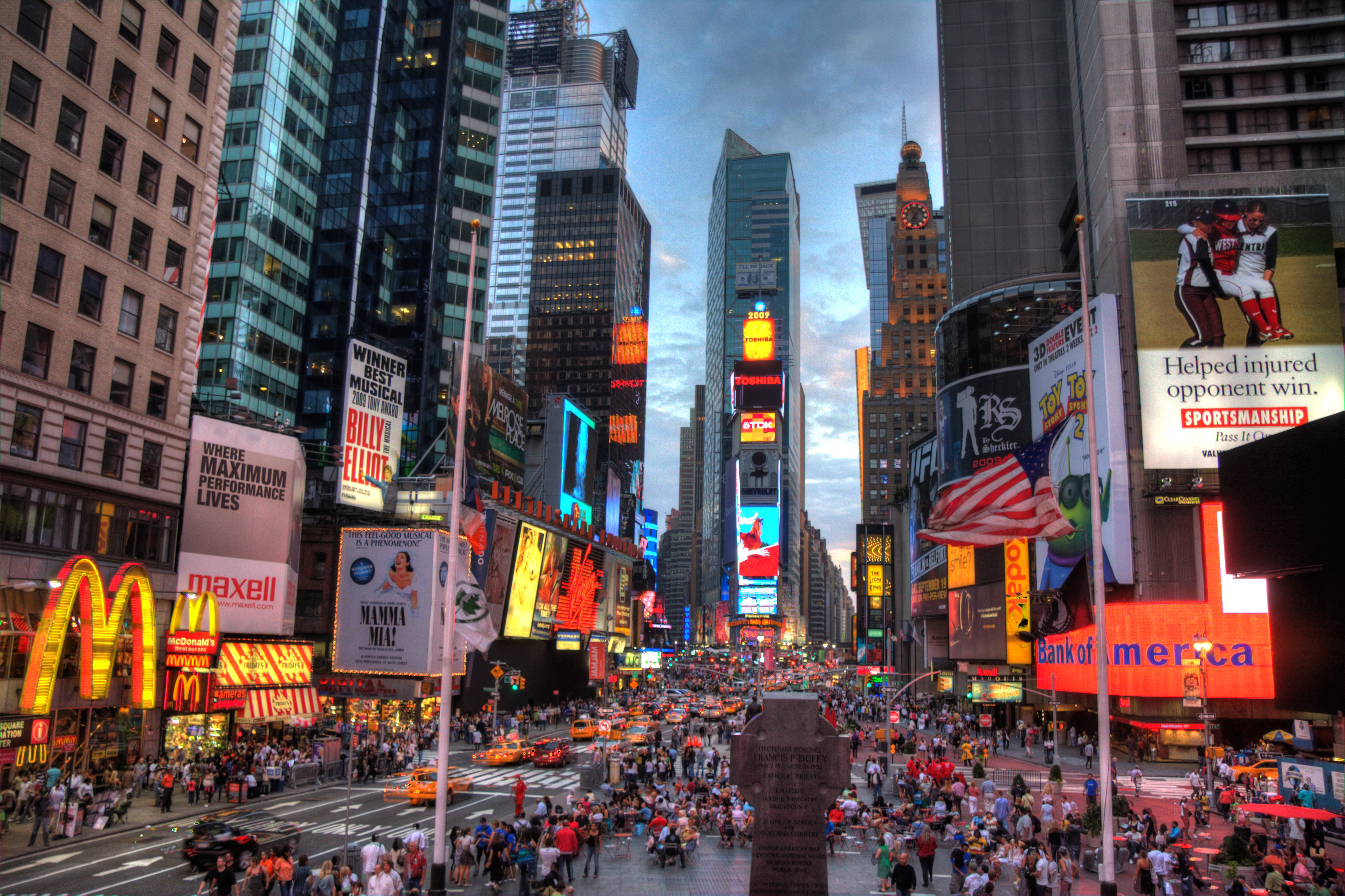
El Times Square de Nueva York, donde tuvo lugar la celebración previa al estreno de la película.

En Estados Unidos, ¿Quién es esa chica? se estrenó el 7 de agosto de 1987 en 1000 cines. Warner Bros. no organizó una proyección anticipada porque creía que la atención de Madonna atraería a los espectadores a ver el filme. Una celebración previa al estreno se llevó a cabo el 6 de agosto en el Times Square de Nueva York, donde Madonna acudió para promocionar la película que fue proyectada para un público invitado de 1000 personas en el Teatro Nacional de Broadway; cerca de 10 000 personas se reunieron para ver a la cantante. Como introducción al evento, los presentadores de la estación de radio WHTZ tocaron las canciones populares de Madonna en el lugar sobre una plataforma creada para la ocasión. La policía cerró las calles 43 y 44, pero permitió que el tráfico pasara por Broadway y la Séptima Avenida de Manhattan. Alrededor de las 6 p. m., los actores de la película y otras celebridades comenzaron a llegar a Times Square en diferentes limusinas. Madonna, que había viajado desde Cleveland como parte de su gira mundial, arribó con un vestido de noche de lentejuelas escotado y el cabello corto que había adoptado para el filme; aunque llegó una hora más tarde, el número de personas continuó aumentando. Al pedirle a sus admiradores de buena manera que se callaran, así podía hablar, agradeció a todos por haber asistido al estreno y habló sobre su experiencia de llegar al Times Square en 1978: «Estaba completamente anonadada. Diez años después, los veo a todos ustedes que han venido a verme, y estoy completamente impresionada. Gracias, y espero que les guste la película». Luego, salió de la plataforma y se dirigió hacia el Teatro Nacional. Joseph A. Cincotti del New York Times observó que la mayoría de los seguidores de la cantante estaban en sus últimos años de adolescencia o empezando los veinte y, si bien algunos sostenían carteles o fotografías, notó que estaban ausentes las Madonna wannabes, aquellas jóvenes que habían imitado el estilo de «cuero y encaje» de los primeros años de la artista. Esto se debió a la imagen más madura que Madonna decidió adoptar con True Blue.

### Promoción

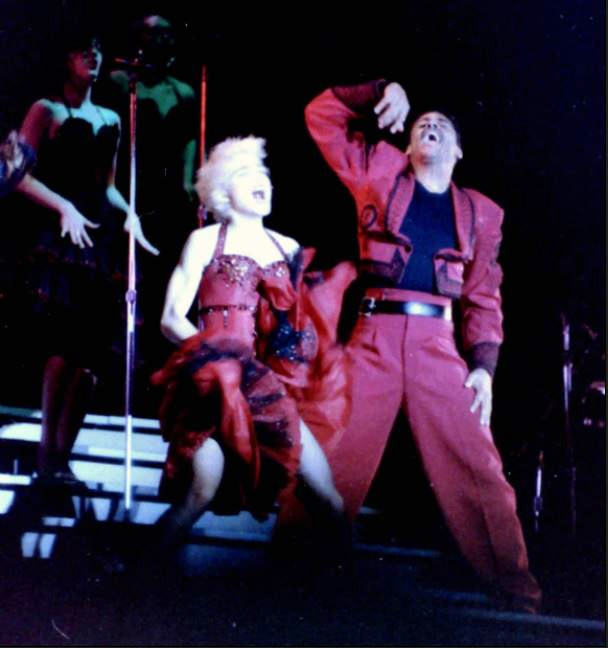
Madonna durante uno de los conciertos del Who's That Girl World Tour, en 1987.

Para promocionar aún más el largometraje y la banda sonora, Madonna se embarcó en el Who's That Girl World Tour, su primera gira mundial y segunda en general, que visitó Asia, Norteamérica y Europa. Musical y tecnológicamente superior a The Virgin Tour (1985), Who's That Girl incorporó elementos multimedia para hacer más atractivo el espectáculo, y la cantante se entrenó con ejercicios aeróbicos, caminatas y levantamiento de pesas, con el fin de resistir las coreografías y rutinas de baile. El escenario era grande, con cuatro pantallas, proyectores multimedia y una plataforma con escaleras en el medio. Leonard fue el director musical y animó a Madonna a retocar sus primeras canciones y presentarlas con un nuevo formato. La artista nombró a la gira Who's That Girl luego de ver una enorme imagen suya proyectada en una pantalla durante los ensayos. El espectáculo incluía siete cambios de vestuario, con rutinas teatrales de baile y canto, y un encore donde interpretaba «Who's That Girl» y «Holiday» (1983); sumado a ello, abordaba temáticas sociales como el VIH/sida durante «Papa Don't Preach». La crítica apreció el espectáculo al resaltar la naturaleza extravagante del concierto y elogió a Madonna por sus bailes, sus vestuarios y su dinamismo. Desde el punto de vista comercial, recaudó más de 25 millones USD, con un público estimado en más de 1,5 millones de personas; según Pollstar, fue la segunda más exitosa por una solista en 1987, detrás del Break Every Rule Tour de Tina Turner. La gira es notable por la presentación de una nueva personalidad suya, una imagen sexual más inteligente y fuerte que la anterior que había llevado al surgimiento de las Madonna wannabe.

### Formato casero
Tres meses después de su estreno en Estados Unidos, Warner Bros. decidió publicar Who's That Girl en VHS el 11 de noviembre de 1987. El DVD contenía la técnica mate con subtítulos opcionales en inglés, francés y español, aunque como material extra solo se incluyó el avance de la película; fue lanzado en algunos territorios el 14 de febrero de 2006 y el 29 de agosto de ese año a través de Amazon. ¿Quién es esa chica? también estuvo disponible como descarga digital a través del sitio iTunes y como vídeo bajo demanda en Amazon.

## Recepción

### Crítica
En términos generales, ¿Quién es esa chica? obtuvo reseñas negativas de los críticos y periodistas cinematográficos, quienes reprobaron la actuación de Madonna y la dirección de Foley. En el sitio web Rotten Tomatoes, posee un 29 % de aprobación crítica, basado en 14 reseñas. En una opinión favorable, Philip Wuntch del Dallas Morning News dijo que era una actuación de comedia hábil y chiflada y que la cantante «es excelente con los chistes breves y su nivel de comicidad es preciso». Añadió que como estrella de cine, ella puede ser un gusto adquirido, «pero una cosa es cierta: adquirir este gusto particular será una experiencia agradable». Vincent Canby del New York Times notó que la cantante, abandonada a su suerte y a su propio ritmo astuto, es una comediante muy cautivadora: «Cuando el pragmatismo sin sentido de Madonna no está siendo retorcido en poses de adorable excentricidad, la actriz es sexy y divertida y en ningún momento sentimental. A veces se parece sorprendentemente a Marilyn Monroe, pero la personalidad es suya, más resistente y más astuta». Además, señaló que Dunne da la interpretación cómica con más estilo para una carrera que ha sido subestimada por el público, y que proporciona el eje central de la película, incluso en sus momentos más ridículos. No obstante, admitió que la película no tenía momentos de carcajadas. Francesco Falconi, en el libro Loco por Madonna. La Reina del Pop, la consideró una «comedia brillante», con una trama no demasiado complicada pero que consigue arrancarle alguna que otra sonrisa al público. Aun así, no se sorprendió de las malas críticas «vista la ligereza de la cinta», ya que los dotes interpretativos de la artista dejaban mucho que desear, por más que su personaje hubiera sido «pillín y fuera de lo común». María Fernanda Mugica, del diario argentino La Nación, recalcó que después de Shanghai Surprise, ¿Quién es esa chica? volvió a mostrarla en un personaje más cómodo para ella, parecido al de Desperately Seeking Susan. Hal Hinson del Washington Post le otorgó una opinión variada y la llamó un «trabajo experimental», debido a que «puede que no sientas que has visto una película. Puede que no sepas muy bien lo que has visto». Si bien aseguró que se ha reído mucho viendo el filme, le pareció «escandalosamente inepta, pero no de una manera usual: es profunda, extrañamente mala, pero en cierto modo es fascinante». El periodista criticó el trabajo de Foley por no tener la habilidad «de mantener un estilo de dibujos animados» y concluyó que, a pesar de que hay evidencia de talento en el filme, como en Desperately Seeking Susan, no se sabe qué hacer con eso.
Jay Boyar del Orlando Sentinel le otorgó una estrella, lo que significa «horrible», y mencionó: «Afortunadamente para ella, Madonna puede cantar y [puede] usarlo para salvarse de esta vergüenza de película». Jamie Waylett, de The Advocate, fue más crítico aún y comentó que la artista ofrece «la peor actuación en los últimos tiempos como la heroína de un intento de comedia screwball llamado Who's That Girl. Verla tratar de parecerse a Marilyn Monroe y sonar como Betty Boop, sin embargo, es una clara señal de que esta película fue un desastre en ciernes. Al mismo tiempo, parece inconcebible que alguien se siente y planee algo tan terrible». Carole Kass del Richmond Times-Dispatch sintió que dado que «es la ídola de los adolescentes, si imitan su cabello y su maquillaje, estas wannabes que quieren ser como Madonna y vestirse como Madonna pueden ser lindas. Pero, como una personalidad popular, Madonna tiene una responsabilidad con sus admiradores. Y el hurto es algo que no se promueve. Ni tampoco fumar». Johanna Steinmetz, del Chicago Tribune, escribió en su reseña que la película transcurre alegremente, a pesar de la actuación «poco clara» de Madonna, ya que todos sus movimientos son imitativos y poco sinceros. Elogió el trabajo de Foley y el papel de Dunne y dijo que este último se las arregla para ser «estirado, ingenuo y vulnerable pero jamás tan poco digno como Loudon Trott, el abogado de Nueva York». Jean Rosenbluth, en el libro Madonna, the Rolling stone files, también fue muy crítica con la película y escribió: «La pregunta planteada por el título era ¿quién es esa chica? La respuesta provista por los ingresos de taquilla fue, por desgracia, "la misma que salió en Shanghai Surprise y nos aburrió hasta la muerte"».
En un análisis a la dirección de Foley, Juan Rodríguez Flores de La Opinión expresó que su trabajo no logra aproximarse a la intensidad puesta en sus anteriores películas, «pero sirve para hacernos sentir que en [su] futuro habrá mejores cosas». También agregó que dirigir Who's That Girl «con toda seguridad no le hará ganar ningún Óscar, ni tampoco le agregará nada a lo que ya había hecho anteriormente», pero es importante porque «es un filme que tendrá una gran audiencia. Y eso a la larga para cualquier director es positivo». Juan Sanguino, de la versión española de Vanity Fair, la llamó una «rocambolesca comedia de enredo» y remarcó que fue la última vez que Madonna intentó parecer simpática en sus películas. Jorge Vilches, de Radio Zero, observó que en la cinta, Madonna estrenó uno de sus looks «más emblemáticos» y consagró «su obsesión por ser conocida», pero lamentó que no tuviera el mismo éxito que el sencillo principal de la banda sonora. Dan Dinicola, del Schenectady Gazette, afirmó que no «es simplemente una mala película, es extremadamente insoportable. Es una película sin cabeza ni cerebro, una estupidez tan burda que ni siquiera puede hacerte enojar. En lugar de eso, te adormece a muerte con sus clichés estúpidos y sus pretensiones de comedia. [...] Es una película hecha para nadie más que para las personas involucradas. Es un proyecto vanidoso que se produce y se concibe de manera tan amateur que te dan ganas de sentirte avergonzado». Criticó el trabajo de Foley y de los guionistas y señaló que Madonna no parecía saber lo que estaba haciendo, resultado de una total falta de dirección y control, lo que conlleva a que ella no sea «más que un producto novedoso». Finalizó: «Si ella quiere ser tomada en serio como actriz, necesita hacer algo más que chillar y gritar como una imitadora de niños». En la octava entrega de los premios Golden Raspberry, ¿Quién es esa chica? recibió cinco nominaciones: peor director (Foley), peor canción original («El coco loco»), peor guion (Smith y Finkleman), peor película y peor actriz (Madonna), de las cuales ganó en esta última categoría.

### Comercial
La película se estrenó en un total de 944 cines de Estados Unidos, y posteriormente se agregaron otros 66. En su primer fin de semana, recaudó 2 548 205 USD, por lo que fue la décima película más taquillera de esa semana. Siete días después, tuvo un descenso del 60 % en ventas y en total recaudó 7 305 209 USD, ante un presupuesto de 17 a 20 millones USD, por lo que se consideró un fracaso de taquilla; para fin de año, se ubicó en el puesto 97 de las 100 películas más exitosas en el país. Morton señaló que aunque «se reconoció el talento cómico de Madonna, los espectadores en Estados Unidos se mantuvieron al margen en masa». ¿Quién es esa chica? tuvo mejor aceptación en el extranjero, lo que llevó a Madonna a defenderse de que sus ideas fueron mejor aceptadas en Europa y en Japón, en lugar de su país natal. En una entrevista con la revista Spin, agregó: «Creo que le fue mal en Estados Unidos porque la eclipsé con mi gira. La gente estaba confundida sobre la conexión entre el disco, la gira y la película porque todos tenían el mismo título. También creo que hay personas que no quieren que me vaya bien en ambos campos. Realmente tuve que luchar para obtener algo de respeto en el negocio de la música y ahora supongo que hay ciertas personas que sienten que debería estar agradecida por ese respeto y quedarme en la música».
Por su parte, Foley aceptó el fracaso de la película y deseó haber podido reescribir el guion: «Sabía que estaba condenada al fracaso incluso antes de que empezara el rodaje. El día anterior al primer rodaje, me senté en el hotel y miré el guion pensando, "demonios, desearía poder reescribir todo esto". Después de que se estrenó la película, mi padre me llamó diciéndome: "¿Sabes que el New York Times lo está llamando la peor película del año?"». Además, agregó que tanto él como la cantante decidieron pasar por alto el fracaso del filme y recordó cuando se encontró con ella en el vestíbulo de un hotel: «Solo me miró una vez y dijo, "así que, ¿es un fracaso, verdad?". Esa fue la única vez que mencionó la película. Ni siquiera Sean la mencionó delante de ella». En otro artículo en el New York Times, Vincent Canby aseguró que la personalidad real de Madonna es la de una «joven pragmática, perspicaz y astuta, una intérprete de vigorizante energía que aún se parece mucho a Marilyn Monroe, incluso con el cabello corto, pero que tiene mucho más en común con la agudeza entusiasta, impasible y cómica de Jean Harlow, que de alguna manera se desató en las calles de Nueva York en los años 80». Sin embargo, señaló que aquello no pudo representarse en la película, por lo que sería una de las razones de su fracaso. De manera similar, el autor Georges Claude Guilbert expresó que la primera mitad mostró una personalidad diferente, al tratar de ser cómica, algo que no fue aceptado por el público.